# Benitaia
Benitaia és un poble valencià, que forma part del municipi de la Vall de Gallinera.

## Història
Citada en documentació antiga com a Benitahar, Benitaher, Benitaer, Benitalla o Benitaya. La primera documentació escrita data del cens de 1369 i prové del nom de família àrab Bani Tàhir. Benitaia està composta per tres carrers, el de Dalt, el d'Enmig i el de Baix. A escassos metres de Benitaia es troba el Calvari, la Font de l'Hort i les restes de l'antic convent fransciscà. Des d'allà es pot observar l'alineació solar de la Penya Foradà, fenomen que es remunta a l'any 1611, dos anys després de l'expulsió dels moriscos, quan els franciscans construïren un convent amb el patrocini del duc de Gandia i volgueren que s'ubicara en el lloc precís on, coincidint amb el dia de la celebració del seu patró sant Francesc d'Assís, el 4 d'octubre, els rajos del Sol travessen la Foradà i il·luminen el lloc on estava el convent. Eixa alineació solar es repetix cada mes de març, al voltant del dia 8.
El 1602 tenia 12 focs. El 1535 s'agrega a la parròquia d'Alpatró, i posteriorment, a la de Benissivà.